# Juan Francisco Molina Solís
Juan Francisco Molina Solís (Hecelchakán, Campeche, México, 11 de junio de 1850 - Mérida, México, 1 de septiembre de 1932), fue un abogado, historiador, escritor y periodista mexicano, nacido en Hecelchakán cuando esta población pertenecía a Yucatán -hoy en el estado de Campeche.
Por razones políticas siendo pequeño, su familia tuvo que emigrar a Mérida, Yucatán, donde estudió, primero en el Colegio Católico de Mérida, luego en el Seminario Conciliar de San Ildefonso, para finalmente, en 1874, graduarse de abogado en la Escuela de Jurisprudencia.

## Desempeño profesional
Se desempeñó exitosamente como jurisconsulto. Fue juez de distrito. Posteriormente Diputado al Congreso local y magistrado del Tribunal Superior de Justicia del estado. Impartió clases en el Seminario Conciliar de San Ildefonso y fue director, ya en el ocaso de su vida, de las escuelas que llevaban el nombre de sus progenitores y que, al ser gratuitas, eran sostenidas económicamente por su hermano Olegario Molina, quien fue dos veces gobernador de Yucatán.
Como periodista, fue cofundador de Semanario Yucateco y colaboró en diversos periódicos regionales. Fue dueño y director de El mensajero, desde 1874 en el que defendió a la religión católica, provocándose con ello el ser aprehendido en 1877 teniendo que cerrar su periódico.

## Obra
Lo más importante de la obra de Molina Solís fue su investigación histórica relativa a Yucatán. En 1879 publicó su primer estudio con el título Fray Diego de Landa, que generó una polémica importante con otro historiador ilustre de la península de Yucatán, Eligio Ancona. No coincidieron los puntos de vista de ambos historiadores con respecto a aspectos de la vida del fraile franciscano que tuvo un importante papel en la época colonial de Yucatán, inmediatamente después de la conquista, en la segunda mitad del siglo XVI, y quien fue responsable de haber quemado y destruido importantes vestigios de la cultura maya con el pretexto de que estos obstaculizaban el proceso evangelizador en el que se hallaba comprometido.
Posteriormente publicó la Vida del conquistador Gómez del Castillo y después El conde de Peñalva en el que refutó y entró nuevamente en polémica con Eligio Ancona y con Justo Sierra O'Reilly, esta vez por la versión encontrada que sostuvieron del asesinato de aquel gobernante de Yucatán. A continuación, con el apoyo e impulso de sus hermanos Audomaro y Olegario, entró de lleno a la publicación de la historia de Yucatán. 
En 1896 publicó la Historia del descubrimiento y conquista de Yucatán, en un tomo dividido en cuatro partes: "Reseña de la Historia Antigua de Yucatán", "El Descubrimiento", "Situación de Yucatán al tiempo del descubrimiento" y finalmente, "La Conquista". Más adelante escribió y publicó "La Historia de Yucatán durante la dominación española" en tres volúmenes que se publicaron entre 1906 y 1913. Completó, años después, su tríptico, que es un clásico de la historiografía yucateca y verdadera referencia para el estudioso de la materia, "La historia de Yucatán desde la independencia de España, hasta la época actual", en dos tomos que se publicaron entre 1921 y 1927.
Publicó en 1897 otro libro con el título de El Primer Obispado de la Nación Mexicana en cuyas páginas relata la polémica que había sostenido con su antiguo maestro Crescencio Carrillo y Ancona, obispo de Yucatán.
Otros estudios que fueron llevados a imprenta para su publicación fueron: Artículos sobre la historia antigua de Yucatán; Ruina de Uxmal; Fundación de Maní y Yukalpetén no fue el nombre antiguo de Yucatán
Molina Solís, a quien se considera importante mayista, es reconocido por el rigor y lo sistemático de sus investigaciones históricas. Su obra sobre Yucatán implicó una investigación que lo llevó al Archivo de Indias en España y al estudio de los textos mayas, lengua que dominaba, particularmente el Chilam Balam.

## Membresías
- Fue socio de la Sociedad Mexicana de Geografía y Estadística.
- Fue socio de la Academia de la Historia de La Habana, Cuba.
- Fue académico correspondiente de la Real Academia de la Historia de España.
- Fue miembro fundador de la Academia Mexicana de la Historia, ocupó el sillón 19 de 1919 a 1932.[4]
- Fue socio del Instituto Smithsoniano de Washington D. C., Estados Unidos.